# Aphrahat
Aphrahat (syrisch ܐܦܪܗܛ, griechisch Ἀφραάτης; bekannt als „der persische Weise“; * vermutlich zwischen 260 u. 275; † kurz nach 345) ist der älteste syrische Kirchenvater. Er war Asket, Mitglied der Bundessöhne und möglicherweise Bischof zur Zeit der sassanidischen Christenverfolgung.

## Werk
Die erste Auffindung des (unvollständigen) Werkes erfolgte im 18. Jahrhundert durch Nicolaus Antonellus, der die armenischsprachige Version, nicht unter dem Namen Aphrahats, sondern dem Jakob von Nisibis, unter dessen Name das Manuskript überliefert worden war, veröffentlichte. Syrischsprachige  Manuskripte wurde im 19. Jahrhundert von William Cureton  im sogenannten Syrer-Kloster entdeckt und von William Wright 1869 veröffentlicht.
Das Gesamtwerk besteht aus 23 Homilien jeweils überschrieben mit ܬܰܚܘܺܝܬܳܐ (taḥwitā - dt. "Unterweisung"), woher die Bezeichnung als "Aphrahats Unterweisungen" stammt. Es wurde zu unterschiedlichen Zeitpunkten, ursprünglich auf syrisch, verfasst.(1–10 336/7; 11–22 343/4; 23 345). Die Ordnung der Homilien erfolgt akrostisch, wobei die letzte Homilie wieder mit den ersten Buchstaben des syrischen Alphabets beginnt. Die Homilien 1–10 (Demonstrationen) stammen aus dem Jahr 336/7. Sie behandeln asketische Fragen wie Glauben, Fasten, Gebet, Buße, Demut etc. Die Homilien 11–22 sind zu weiten Teilen der Kritik an den Juden im Perserreich beziehungsweise deren Vorstellungen gewidmet. Selbst vermutlich von Vorstellungen des rabbinischen Judentums geprägt, polemisiert er gegen jüdische Vorstellungen der Festtage, Beschneidung, Speisegesetze, des Zölibats, der Jungfräulichkeit Mariens und der Gottheit Jesu. Davon weicht er etwa in Homilie 14 ab, in der er die Kirchenleitung scharf kritisiert. Homilie 23 beantwortet bestimmte Fragen, die ihm gestellt worden seien.
Das Alte Testament zitiert er nach der Peschitta, für Zitate aus den Evangelien verwendet er Tatians Diatessaron. Die Katholischen Briefe und Apokalypse werden in seinem Werk nicht rezipiert.
Sein Werk ist in der Form eines Antwortbriefs auf einen „Freund“ geschrieben und die Zielgruppe stellen vermutlich andere Asketen bzw. Bundessöhne dar. Anhand der Formulierungen in einigen Unterweisungen sind auch weitere Zielgruppen denkbar.

## Theologie
Bemerkenswert an Aphrahats Arbeit ist, dass er, unabhängig von dem im Römischen Reich zu dieser Zeit ausgetragenen Streit um die Zweinaturenlehre Christi (arianischer Streit), eine eigene Christologie zu besitzen scheint. Er verwendet nicht den Begriff Hyposthase oder eine klare Aussage zur Gleichheit Christi mit dem Vater. Generell sind noch keine Einflüsse des Konzils von Nizäa in seinem Werk zu finden, wobei anzumerken ist, dass die dortigen Beschlüsse bezüglich der Christologie auch erst in der Synode von Seleucia Ktesiphon im Jahr 410 anerkannt wurden. Für die Forschung besonders interessant ist die 17. Homilie. Einige Forscher sehen sie als mit den Beschlüssen des Konzils von Nizäa in Einklang zu bringen, andere sehen eine Subordination. Die Christologie richtet sich stark am alttestamentlichen Adam aus und sieht ihn wie auch Jesus als vollkommene Wesen, da sie direkt von Gott geschaffen wurden. In Christus erkennt Aphrahat den vollkommenen Menschen, da er wie ein Tempel Gott in sich wohnen ließ. Sein Wesen vollzog damit eine metaphysische Wandlung hin zur Vollkommenheit, die durch Adam verloren ging. In einem Leben in Askese und vollkommener Hinwendung zu Gott kann man dieser Vollkommenheit nacheifern. Insgesamt ist seine Christologie jedoch nicht immer greifbar, da sein Hauptaugenmerk auf der praktischen Nachfolge Christi und nicht abstrakter Theologie liegt. Anders als sein Zeitgenosse Ephräm der Syrer, ist eine Auseinandersetzung mit griechischer Theologie nicht explizit, jedoch existieren Gemeinsamkeiten, die zumindest eine gemeinsame Gedankenwelt erahnen lassen.
Bei Aphrahat kann man eine ausführliche Darstellung des Abstiegs Christi in die Unterwelt finden, der für die syrische Christologie seiner Zeit von großer Bedeutung war (vgl. Homilie 22).

## Editionen und Übersetzungen
Syrisches Original
- Aphrahat Demonstrations. Englische Übersetzung und Einleitung von Kuriakose Valavanolickal. 2 Bände. Piscataway 2011, ISBN 978-1-61143-572-6.
- The Demonstrations of Aphrahat, the Persian Sage. Englische Übersetzung und Einleitung von Adam Lehto (= Gorgias Eastern Christian Studies. Band 27). Piscataway 2010, ISBN 978-1-59333-768-1.
- Demonstrationes/Unterweisungen. Übersetzt und eingeleitet von Peter Bruns (= Fontes Christiani. Band 5,1+2). Freiburg u. a. 1991, ISBN 3-451-22206-X und ISBN 3-451-22111-X
- Aphraatis Sapientis Persae Demonstrationes. Edition und Lateinische Übersetzung von D. Ioannes Parisot. 2 Bände. Paris 1894 (Digitalisat). & 1907 (Digitalisat)
- Aphrahat’s, des persischen Weisen Homilien. Übersetzt und erläutert von Georg Bert (= Texte und Untersuchungen zur Geschichte der altchristlichen Literatur. Band 3,3). Hinrichs, Leipzig 1888.
- Ausgewählte Schriften der syrischen Kirchenväter Aphraates, Rabulas und Isaak v. Ninive. Übersetzt und eingeleitet von Gustav Bickell (= Bibliothek der Kirchenväter. Band 38). Kempten 1874 (Digitalisat).

Armenische Übersetzung
- Opera Sancti Jakobi Episcopi Nisibeni Sermones. Edition und Lateinische Übersetzung von Nicolaus Antonellus, Rom 1756. (Digitalisat).

### Fachlexika
- Sebastian Brock: Aphrahat. In: Gorgias Encyclopedic Dictionary of the Syriac Heritage: Electronic Edition. 2011
- Peter Bruns: Afrahat. In: Religion in Geschichte und Gegenwart (RGG). 4. Auflage. Band 1, Mohr-Siebeck, Tübingen 1998, Sp. 138–139.
- Georg Günter Blum: Afrahat. In: Theologische Realenzyklopädie (TRE). Band 1, de Gruyter, Berlin / New York 1977, ISBN 3-11-006944-X, S. 625–635.

### Forschungsbeiträge
- Diana Juhl: Die Askese im Liber graduum und bei Afrahat: eine vergleichende Studie zur frühsyrischen Frömmigkeit (= Orientalia biblica et christiana. Band 9). Harrassowitz, Wiesbaden 1996.
- Peter Bruns: Das Christusbild Aphrahats des Persischen Weisen (= Hereditas. Band 4). Borengässer, Bonn 1990.
- Emanuel Fiano: Adam and the Logos: Aphrahat's Christology in Demonstration 17 and the "Imponderables of Hellenization". In: Zeitschrift für Antikes Christentum (ZAC). Band 20, Nr. 3, 2016, S. 437–468.
- Leo Haefeli: Stilmittel bei Afrahat, dem persischen Weisen (= Leipziger semitistische Studien. N.F., Band 4). Hinrichs, Leipzig 1932. [Habilitationsschrift Zürich 1932]
- Ignatius Ortiz de Urbina: Die Gottheit Christi bei Afrahat (= Orientalia christiana. Band 87). Rom 1933.
- William L. Petersen: The Christology of Aphrahat, the Persian Sage: An Excursus on the 17th "Demonstration". In: Vigiliae Christianae. Band 46, Nr. 3, 1992, ISSN 0042-6032, S. 241–256, doi:10.2307/1584228, JSTOR:1584228.
- Andrzej Uciecha: Afrahat, Mędrzec Perski - Stan Badań. In: Śląskie Studia Historzczno-Teologiczne. Band 33, 2000, S. 25–40.